# Valeria Ciardiello
Valeria Ciardiello (Milano, 7 gennaio 1977) è una giornalista, conduttrice televisiva e attrice italiana.

## Biografia
Nasce a Milano da Giuditta Longari (1939-2023), campionessa di ciclismo nativa di Gombito, nel cremonese, e da Carmine Ciardiello, ciclista dilettante, campano di San Martino Valle Caudina. Cresce praticando ginnastica artistica, interrompendo per un problema alla schiena e passando a danza e nuoto. Dopo aver frequentato il liceo ginnasio statale Alessandro Manzoni a Milano, consegue a pieni voti la laurea in scienze ambientali presso l'Università degli Studi di Milano-Bicocca. Contemporaneamente agli studi lavora come hostess ed accompagnatrice di viaggio. A Milano fin da ragazzina studia teatro ed entra a far parte della compagnia Quelli di Grock. Porta in scena Eliot, Ibsen, Pirandello, Schmitt, Strindberg. Ha avuto una breve esperienza cinematografica recitando nel film Voglio la luna del 2008.

## Carriera
Esordisce in televisione nel 2006 sul canale ESPN Classic con il programma Protagonisti, il primo talk show di ESPN Italy dedicato ai grandi campioni dello sport. Sempre su ESPN Classic nello stesso anno, presenta More Than a Game, una serie di documentari dedicati alle principali nazionali che partecipano ai Template:WV. Nel marzo 2007 entra a far parte della redazione di Juventus Channel, divenendo il volto femminile ufficiale del canale tematico bianconero. Autrice e conduttrice di diversi programmi come 231 Show, Match Review, Aspettando la Juve, Filo diretto, Protagonisti, Schedina e Camice bianconero, in occasione delle partite della squadra conduce i collegamenti in diretta dallo stadio con interviste ai giocatori, ai dirigenti, all'allenatore e a giornalisti e ospiti vari. Dalla stagione 2008-2009 lavora per UEFA Champions League conducendo il pre e post partita UEFA Champions Club nelle gare casalinghe di Juventus, Milan e Roma.
Nel marzo 2011 conduce su LA7 il programma Mi metto in proprio, una rubrica di economia realizzata in collaborazione con la Camera di commercio di Milano, che racconta cosa serve e quali percorsi seguire per diventare imprenditori. Dall'aprile 2012, pur continuando a collaborare con Juventus Channel, si unisce alla redazione di Rai Sport 1 per condurre, prima Mattina sport (a fianco di Marco Mazzocchi) e poi Mattina Sport Europei (con Mario Mattioli), dedicato al Campionato Europeo di calcio 2012. Il 29 settembre dello stesso anno, dopo cinque anni, termina la sua avventura lavorativa con il canale tematico bianconero per passare a Rai Sport dove conduce, a fianco di Enrico Varriale, il programma Novanta minuti.
Il 14 novembre 2013 è stata nominata direttore responsabile di Sport LT 1, il primo dei tre nuovi canali televisivi del Gruppo LT Multimedia dedicato al mondo del calcio. Dall'aprile 2014 inizia a collaborare con il canale Alice Tv, conducendo in diretta tutte le mattine il programma Buongiorno Alice. Da ottobre 2014, sempre su Alice Tv, conduce con lo chef Fabio Campoli il programma Cucina con me.
Lavora anche in radio come giornalista su RTR 99, conducendo il contenitore della domenica mattina Di domenica mattina con Valeria trasformato poi in La casa di Valeria.
Nell'aprile 2015 inizia a collaborare con la Federazione Italiana Pallacanestro nel lancio del nuovo canale Italbasket HD, dedicato al mondo del basket in onda su Sky Sport 3, conducendo programmi e rubriche. Nel 2015 segue per Alice Tv, Expo 2015 a Milano, realizzando servizi, interviste ed approfondimenti all'interno del programma EXPO è servito! Dall'ottobre 2017 insieme a Fondazione Cariplo, Fondazione Vismara, Intesa Sanpaolo, Fondazione Romeo ed Enrica Invernizzi, Fondazione Fiera Milano segue in qualità di consulente comunicazione e relazioni con i Partner il progetto triennale "Programma QuBì - La ricetta contro la povertà infantile" per contrastare la povertà alimentare ed educativa nella città di Milano che coinvolge bambini ed adolescenti.”.
Per la stagione 2023-2024 è tra gli opinionisti de La Domenica Sportiva su Rai 2 e poi di Notti europee su Rai 1 per Euro 2024. Per l'annata successiva è tra gli opinionisti di 90º Minuto di Lunedì in seconda serata su Rai 2 a conclusione del turno di Serie A e del post partita della Nazionale italiana su Rai 1, sempre insieme a Marco Mazzocchi.
Valeria è sposata, ha una figlia e vive a Milano.